# NGC 5090A
NGC 5090A is een lensvormig sterrenstelsel in het sterrenbeeld Centaur. Het hemelobject werd op 3 juni 1834 ontdekt door de Britse astronoom John Herschel als onderdeel van NGC 5090.

## Synoniemen
- ESO 269-84
- AM 1316-432
- DCL 555
- PGC 46442